# Flora (bog)
 For alternative betydninger, se Flora. (Se også artikler, som begynder med Flora)
En flora er en bog, der giver en faglig og systematisk beskrivelse af plantelivet (floraen) i et område. En dansk flora er altså en systematisk beskrivelse af plantelivet i Danmark. En flora kan dog også være afgrænset ud fra mere snævert botaniske synspunkter, sådan at man kan finde f.eks. en mosflora, en orkidéflora eller en flora over stargræsser.
Ofte medtager de geografisk afgrænsede flora'er kun karplanter (bregner, nåletræer, tokimbladede og enkimbladede), mens man udelader mosser, ulvefodsplanter, padderokker og alger.
Floraværker kan være udstyret med mere eller mindre velillustrerede bestemmelsesnøgler, sådan at man – i princippet – kan finde frem til navnet på den plante, man står med.

## Danske floraer
- Flora Danica
- Marjorie Blamey (ill.) og Christopher Grey-Wilson (tekst): Gyldendals Middelhavsflora, 2000 ISBN 87-00-45464-8
- Alistair Fitter: Felthåndbog over Nordeuropas Flora, 1987. ISBN 87-7230-886-9
- Signe Frederiksen, Finn N. Rasmussen og Ole Seberg (red.): Dansk flora, 2006 ISBN 978-87-02-03032-7
- Alan Mitchell: Træer i Nordeuropa, 1977. ISBN 87-12-23331-5
- Bo Mossberg og Lennart Stenberg: Den store nordiske flora, 1999. ISBN 87-12-03446-0

## Andre floraer
- Grønlands Flora
- Flora of North America